# Ohlendorf (Salzgitter)
Ohlendorf ist einer der insgesamt 31 Stadtteile der kreisfreien Stadt Salzgitter in Niedersachsen, gelegen in der Ortschaft Südost.
Ohlendorf gehörte bis zum 31. März 1942 zum Landkreis Goslar und wurde durch einen Verwaltungsakt am 1. April 1942 ein Teil der Großstadt Watenstedt-Salzgitter. Am 23. Januar 1951 wurde diese amtlich in Salzgitter umbenannt.

## Ortsgliederung
Zu Ohlendorf gehören das Gut Nienrode und die Schachtsiedlung.

## Geschichte
Die Ersterwähnung des Ortes findet sich in einer Schenkungsurkunde Heinrichs des IV. aus dem Jahre 1064, in welcher der Kaiser die Schenkung von Landbesitz unter anderem in Aldendorp durch seine Mutter Agnes an das Goslarer Stift Petersburg bestätigt. Zur Namensdeutung wird angenommen, dass hier von einem Alten Dorf die Rede ist, wobei sich das Alt auf die Sicht der umliegenden jüngeren Dörfer bezieht. Frühe Erwähnungen des Ortes finden sich 1199 als Aldentorpe, 1327 als Oldendorpe, 1256 als Ohlendorpe. Um 1616 wird die Schreibweise Ohlendorff benutzt und ab 1776 die heutige Schreibweise Ohlendorf.
Zwischen 1390 und 1393 ließ der Burgvogt der Liebenburg, Hans von Schwicheldt, die an Ohlendorf vorbeifließende Warne aufstauen und schuf so den etwa 1200 Morgen großen Mahner Teich. Hiermit sollte der Zugang zur Burg von Liebenburg vom Norden her geschützt werden. Mindestens seit dieser Zeit nisten bei Ohlendorf Graureiher. Der Teich wurde erst 1815 wieder trockengelegt und wieder in Weide- und Wiesenland umgewandelt, eine Graureiherkolonie gibt es bei Ohlendorf auch heute noch.
Der Ort gehörte seit 1351 zum Amt Schladen und damit zum Hochstift Hildesheim. Nach Ende der Hildesheimer Stiftsfehde fiel Ohlendorf 1523 für 120 Jahre an das Fürstentum Braunschweig-Wolfenbüttel. 1643 urteilte das Reichskammergerichtes, dass ein Großteil der an Braunschweig abgetretenen Gebiete wieder zurückzugeben seien. Somit fiel der Ort wieder an das Bistum Hildesheim zurück und gehörte hier weiterhin zum Amt Schladen. 1802 annektierte das Königreich Preußen die Gebiete des Hochstiftes Hildesheim. In der Franzosenzeit gehörte Ohlendorf ab 1807 zum Kanton Salzgitter, der wiederum war Teil des Distrikts Goslar im Departement der Oker des Königreichs Westphalen.
Nach Ende der Napoleonischen Besetzung wurde das Land auf Beschluss des Wiener Kongresses dem Königreich Hannover zugeordnet und gehörte hier dem Amt Liebenburg an. Dies währte bis 1866, als das Königreich Hannover nach der verlorenen Schlacht bei Langensalza an das siegreiche Königreich Preußen fiel. 1885 wurden die Ämter Liebenburg und Wöltingerode zum Landkreis Goslar zusammengelegt. Seit der Gründung der Stadt Watenstedt-Salzgitter zum 1. April 1942 ist Ohlendorf ein Stadtteil von Salzgitter und bildet zusammen mit den Stadtteilen Barum, Beinum, Flachstöckheim und Lobmachtersen die Ortschaft Südost.

### Bergbau

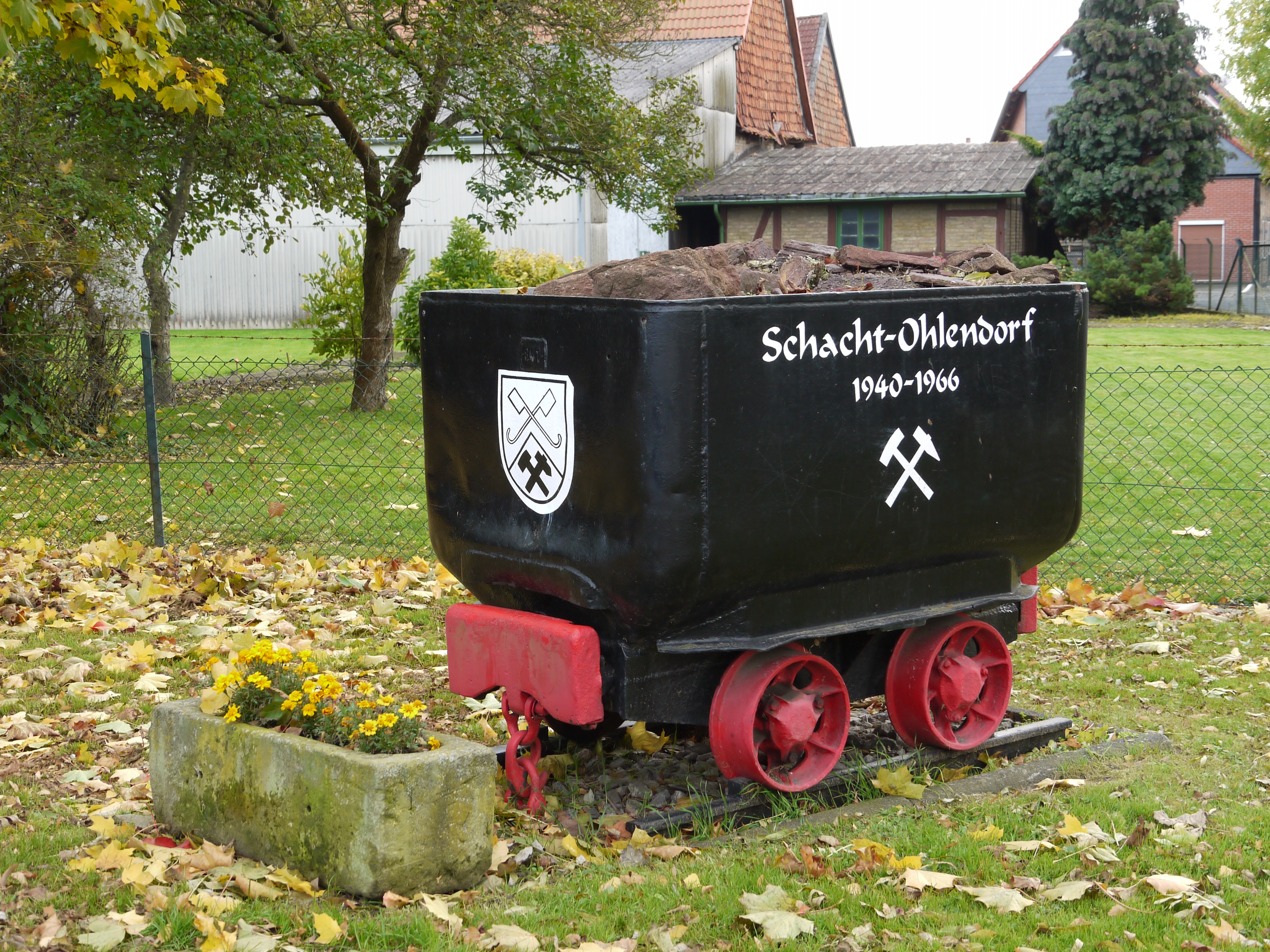
Förderwagen zur Erinnerung an den Erzbergbau bei Ohlendorf

Im Rahmen des Ausbaus des Erzbergwerkes Worthlah-Ohlendorf wurde ab April 1940 am östlichen Ortsrand der Schacht Ohlendorf niedergebracht. Anfang der 1950er Jahre wurde die Anlage zum Hauptförderschacht für das Erzbergwerk erweitert und erhielt eine Verladeanlage und einen Gleisanschluss, über den das geförderte Erz zur Erzaufbereitung nach Calbecht gebracht wurde. Das Bergwerk wurde am 1. Mai 1966 geschlossen, das Fördergerüst wurde im April 1969 abgerissen.

### Gut Nienrode

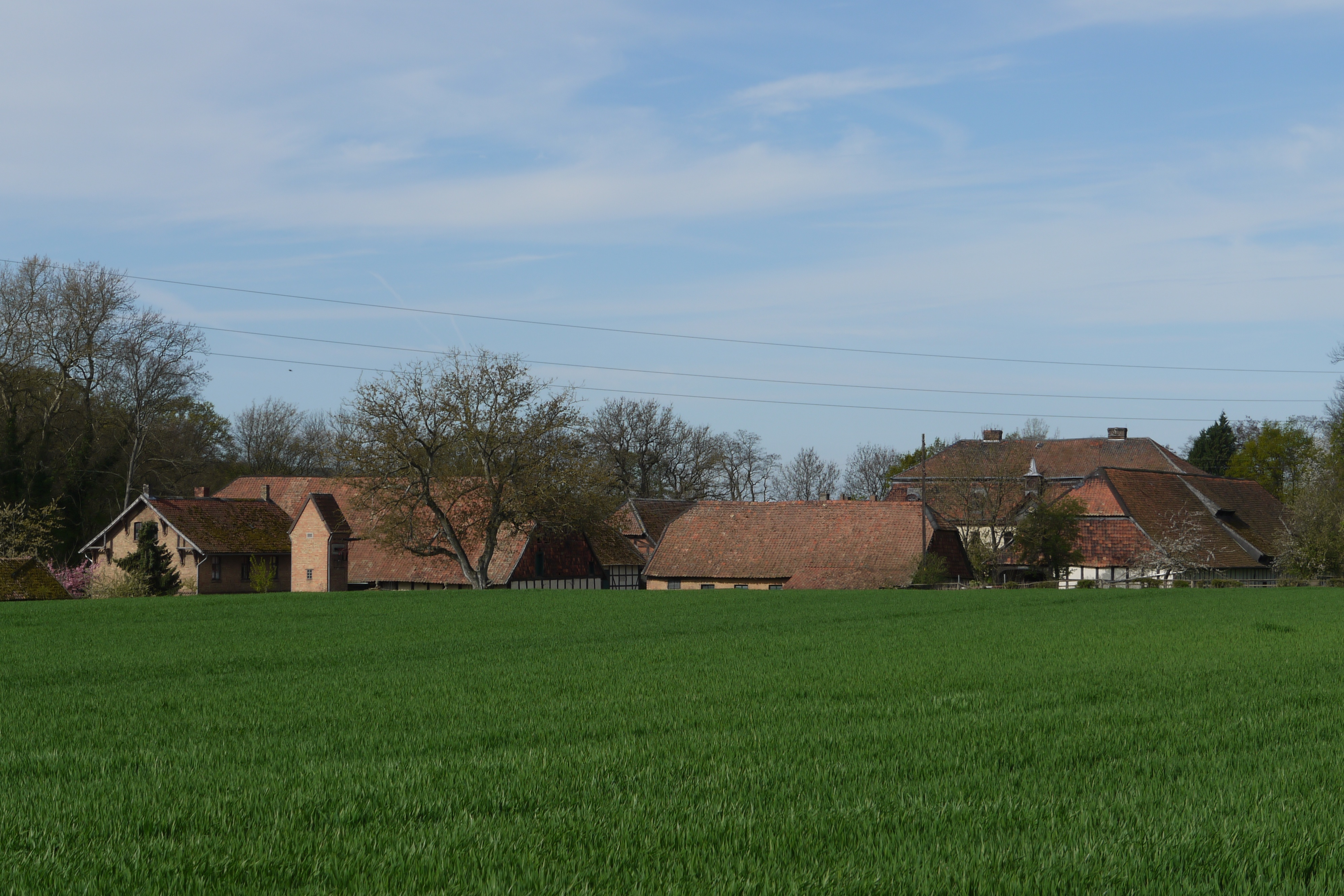
Gut Nienrode bei Ohlendorf

Auf dem Gelände des Gutes Nienrode, etwa 1,5 km östlich von Ohlendorf, gab es bereits im 12. Jahrhundert eine Ansiedlung. Erstmals wurde das Dorf 1191 in einer von Bischof Berno von Hildesheim bestätigten Verkaufsurkunde unter dem Namen villa nigenroth erwähnt. Zwischen 1190 und 1194 hatte das im Jahr 1189 gegründete Augustinerinnenkloster Dorstedt Teile von Nienrode erworben. Bis zum 14. Jahrhundert hatte Dorstedt dann das gesamte Land des Dorfes Nienrode in seinen Besitz gebracht. Als Mitte des 15. Jahrhunderts das Stift Dorstedt in wirtschaftliche Schwierigkeiten geriet, wurde Nienrode erstmals an die Familie von Schwicheldt vermeiert, die das Gut, nachdem es zwischenzeitlich an andere Pächter gefallen war, bis 1717 betrieb. Danach wurde das Gut wieder direkt durch das Stift Dorstedt bewirtschaftet. In der Zeit der westphälischen Herrschaft wurden die kirchlichen Besitztümer im März 1810 eingezogen und Nienrode wurde an eine Hildesheimer Handelsfamilie verkauft, die das Gut auch heute noch betreibt. 1928 wurde der Ort Nienrode nach Ohlendorf eingemeindet.

### Schachtsiedlung

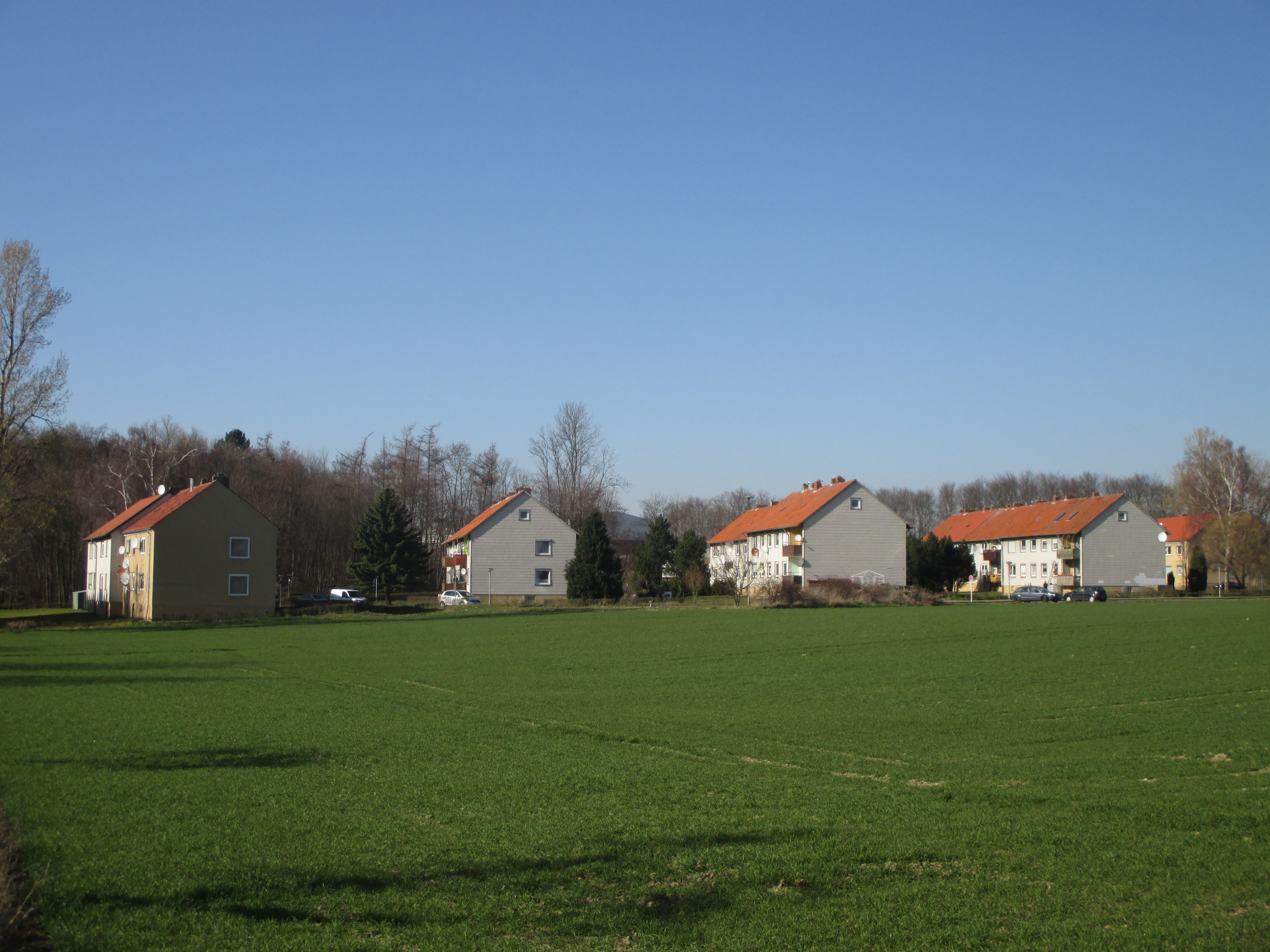
Schachtsiedlung

Als 1940 im Zuge des Aufbaus des Erzbergwerks Worthlah-Ohlendorf die Schachtanlage Ohlendorf aufgebaut wurde, wurde in deren unmittelbarer Nähe für die Bauarbeiter das Wohnlager 29 errichtet, das in der Folge auch für die Bergleute der Grube genutzt wurde. Als die Schachtanlage Anfang der 1950er-Jahre zum Förder- und Seilfahrtsschacht ausgebaut wurde, errichtete man in den Jahren 1953/54 in unmittelbarer Nähe die Schachtsiedlung mit sieben Mehrfamilienhäusern für die hier arbeitenden Bergleute.

### Freiwillige Feuerwehr
Die Freiwillige Feuerwehr Ohlendorfs wurde im Februar 1894 gegründet, vorher gab es im Ort eine Pflichtfeuerwehr. Im Oktober 1978 wurde ein neues Feuerwehrhaus eingeweiht, im Dezember 1979 eine Jugendfeuerwehr gegründet.

### Bevölkerungsentwicklung
| Jahr | Einwohner |
| ---- | --------- |
| 1821 | 348       |
| 1848 | 460       |
| 1871 | 439       |
| 1925 | 617       |
| 1933 | 559       |
| 1939 | 547       |
| 1946 | 1015      |
| 1950 | 947       |
| 1955 | 783       |

| Jahr | Einwohner |
| ---- | --------- |
| 1960 | 858       |
| 1970 | 798       |
| 1980 | 619       |
| 1990 | 593       |
| 2000 | 597       |
| 2006 | 566       |
| 2010 | 540       |
| 2012 | 516       |
| 2014 | 510       |

| Jahr | Einwohner |
| ---- | --------- |
| 2016 | 512       |
| 2018 | 514       |
| 2019 | 493       |
| 2020 | 492       |
| 2021 | 502       |
| 2022 | 522       |
| 2023 | 509       |
| 2024 | 514       |

## Politik

### Wappen
Beschreibung: Im von Gold über Grün geteilten Wappen steht ein naturfarbener Fischreiher (Graureiher). Der Fischreiher war lange in der Region um Ohlendorf heimisch und horstet seit der Nachkriegszeit auch wieder hier. Die Wappenfarbe Gold (oder Gelb) steht für Freude und Heimattreue, das Grün verweist auf den Ackerbau.
Das Wappen wurde um 1999 formlos in Gebrauch genommen.

## Landwirtschaft

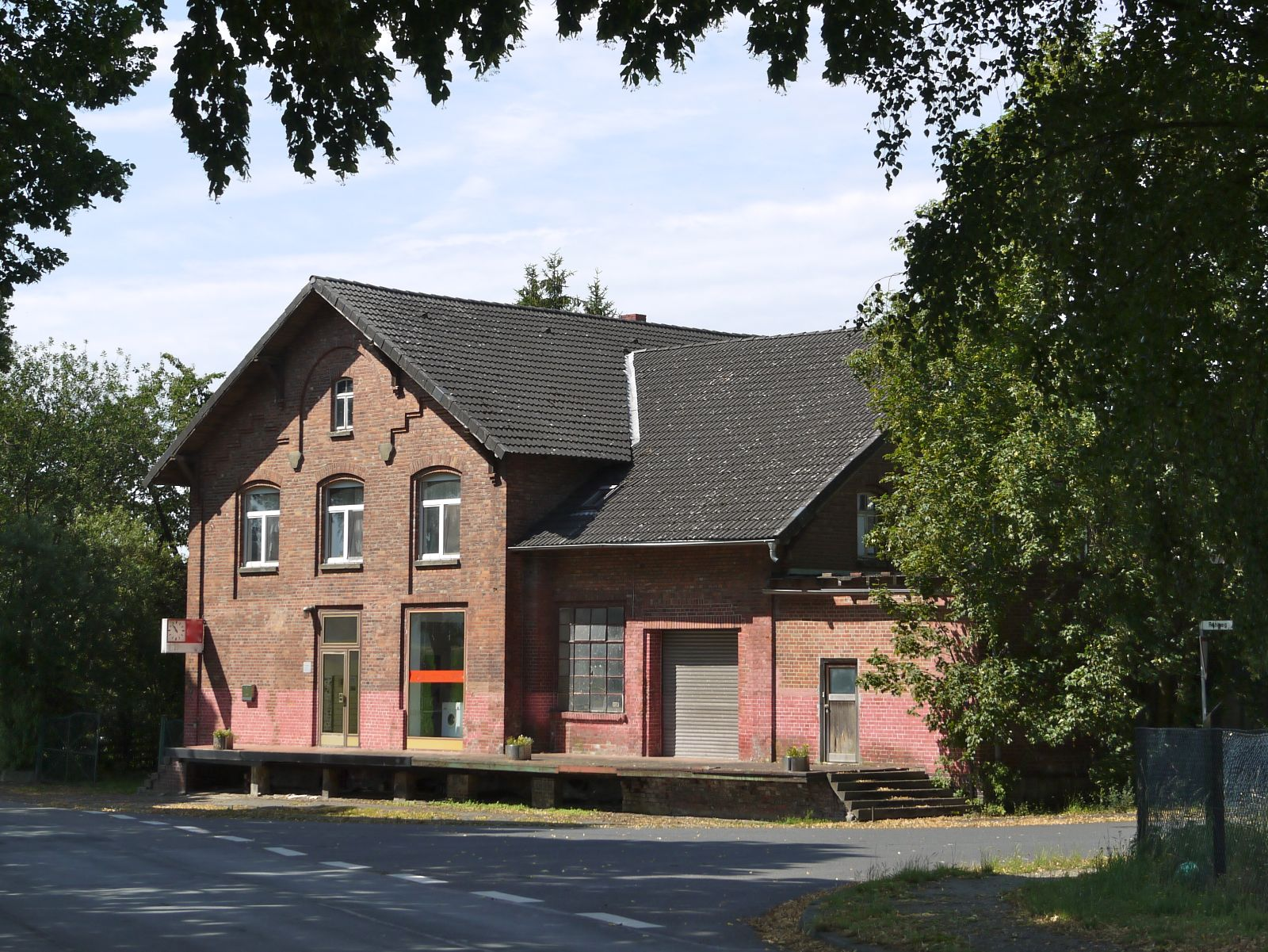
Ehemalige Molkerei von Salzgitter-Ohlendorf

Ohlendorf war schon immer landwirtschaftlich geprägt. Im 16. Jahrhundert gab es hier 30 Höfe und nach einer Zählung aus dem Jahr 1803 betrieben hier sieben Ackerleute und 20 Kotsassen Landwirtschaft. Zwischen 1819 und 1821 wurden eine Vermessung der Ohlendorfer Felder durchgeführt, danach hatte der Ort 1254 Morgen Ackerland, hinzu kamen noch Wiesen, Weiden und Wald.
1891 wurde im Ort eine Molkerei in Betrieb genommen, der sich auch die benachbarten Orte Klein- und Groß-Mahner anschlossen. Nachdem im Umland verschiedene Kleinmolkereien geschlossen worden waren, lieferten immer mehr Bauern ihre Milch nach Ohlendorf. Die Molkerei besaß lange eine zentrale Bedeutung für das Umfeld und erst 1967 wurde der Betrieb eingestellt.
Vom Aufbau der Reichswerke, bei dem ab 1937 viele Landwirte aus dem Salzgittergebiet umgesiedelt wurden, war Ohlendorf nur wenig betroffen. Der landwirtschaftliche Charakter des Ortes blieb erhalten, allerdings hat sich die Zahl der landwirtschaftlichen Betriebe weiter verringert: 1983 waren es noch elf, im Jahr 2011 gab es nur noch vier Höfe.

## Kirche

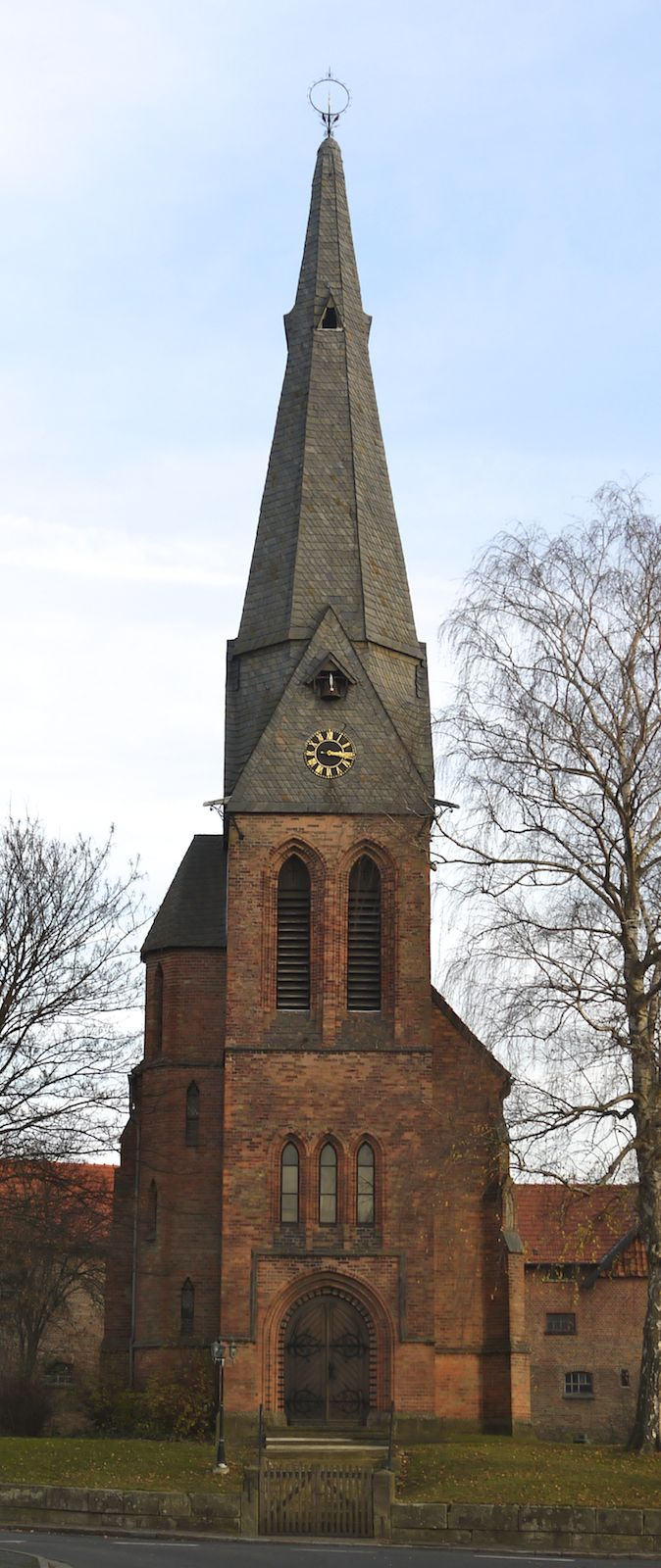
Kirche von Salzgitter-Ohlendorf

Im Lande wurde 1542 die Reformation zum ersten Male eingeführt, aber schon fünf Jahre später ordnete Herzog Heinrich der Jüngere die Rückkehr zum katholischen Glauben an. Erst sein Sohn Herzog Julius führte 1568 die Reformation endgültig ein. Auch nachdem das Amt Schladen 1643 wieder an das Bistum Hildesheim gefallen war, wurden die konfessionellen Verhältnisse beibehalten.
Die erste Kirche in Ohlendorf war 1145 erbaut worden. Das Kirchengebäude war als Wehrkirche gebaut und es war der erste Steinbau des Ortes. Die Kirche war etwa 20 m lang und 7 m breit und stand innerhalb der Wallanlagen des Dorfes. Im 14. Jahrhundert war die Kirche nebst deren Ländereien im Besitz der Äbtissin des Klosters Gandersheim. Diese gab 1382 die Kirche dem Ritter Siewert von Rössing zum Lehen, der somit das Patronat über die Kirche von Ohlendorf übernahm. Endgültig aufgelöst wurde das Patronat erst 1968.
Schon 1801 bemängelte der damalige Pfarrer Simon, dass die Kirche zu Ohlendorf instand gesetzt werden müsse. Da die Kirchengemeinde aber kein Geld für einen Neubau hatte, verfiel das Kirchengebäude weiter. Zwischen 1814 und 1863 gab es in Ohlendorf keinen Pfarrer und die Gemeinde wurde von Klein Flöthe aus betreut. Danach besserten sich die wirtschaftlichen Verhältnisse und Ohlendorf erhielt wieder eine eigene Pfarre. Als erstes wurde die Ruine des Pfarrhauses durch einen Neubau ersetzt und 1869 wurde auch die alte Kirche abgerissen. Die neue Kirche wurde unter der Leitung des Geheimen Baurates und Konsistorialbaumeisters Prof. C.W. Haase erbaut, die Einweihung fand am 22. Januar 1871 statt.
Seit der Einführung der Reformation 1568 durch Herzog Julius hatte Ohlendorf zur Spezialsuperintendentur Salzliebenhall gehört. Heute gehört Ohlendorf zur Propstei Salzgitter-Bad und bildet mit den Gemeinden Flachstöckheim, Flöthe und Groß-Mahner einen Pfarrverband.

## Persönlichkeiten
- Wilhelm Wassmuss (1880–1931), führte als Konsul des Deutschen Reiches in Persien während des Ersten Weltkrieges einen erfolgreichen Kleinkrieg gegen die Engländer.